# 湖头站
湖头站是一个漳泉肖线上的铁路车站，位于福建省安溪县湖头镇，建于1998年，目前为三等站，邮政编码为362411。车站于2014年12月10日起不再办理客运业务，但每日有一对往来于漳平站与泉州东站的路用通勤列车停靠，办理职工通勤业务，目前办理整车普通货物到发，设有通往泉州闽光钢铁的专用线。
车站主要担负列车到发、会让、补机摘挂及本站作业车甩挂、取送等作业，其货装业务主要以到卸铁矿、焦炭、煤炭为主。漳泉肖线大深至湖头区段为加补区段，较重的货车需在本站上下补机。